# Louis Poggi
Louis Poggi (Bastia, 18 giugno 1984) è un ex calciatore francese, di ruolo centrocampista.

## Caratteristiche tecniche
È un centrocampista difensivo.